# Przejście (zespół muzyczny)
Przejście – polska grupa muzyczna założona w 1989 w Łodzi. Grupa wykonuje poezję śpiewaną.

## Skład zespołu
- Marta Wilk – śpiew
- Marcin Kunicki – skrzypce
- Artur Mostowy – perkusja
- Jan Degirmendžić – gitara akustyczna, śpiew
- Piotr Kołsut – gitary
- Bartosz Stępień – gitara basowa, kontrabas

### Byli członkowie
- Anna Saulewicz – śpiew
- Radek Bolewski – perkusja
- Piotr Masternak – bas
- Sylwia Tomaszewska – flet, wiolonczela
- Piotr Lessman – śpiew
- Arkadiusz Markiewicz – gitara basowa
- Kinga Domżalska – śpiew
- Katarzyna Burczak – skrzypce
- Damian Jęsiak – gitara basowa
- Piotr Szczygielski – skrzypce
- Aleksandra Świnoga – skrzypce
- Piotr Urbańczyk – gitara basowa
- Paweł Lewandowski – konga

### Współpracownicy
- Maciej Górski – gitara

## Dyskografia
- Przejście (1994, MC)
- Przed świtem (2003)
- Przejście – Koncert (2005, album koncertowy)
- Epka (2008)